# Municipio de Lincoln (condado de Franklin, Nebraska)
El municipio de Lincoln (en inglés: Lincoln Township) es un municipio ubicado en el condado de Franklin en el estado estadounidense de Nebraska. En el año 2010 tenía una población de 110 habitantes y una densidad poblacional de 1,18 personas por km².

## Geografía
El municipio de Lincoln se encuentra ubicado en las coordenadas 40°18′25″N 99°7′22″O / 40.30694, -99.12278. Según la Oficina del Censo de los Estados Unidos, el municipio tiene una superficie total de 92.93 km², de la cual 92,93 km² corresponden a tierra firme y (0 %) 0 km² es agua.

## Demografía
Según el censo de 2010, había 110 personas residiendo en el municipio de Lincoln. La densidad de población era de 1,18 hab./km². De los 110 habitantes, el municipio de Lincoln estaba compuesto por el 94,55 % blancos, el 0,91 % eran afroamericanos y el 4,55 % eran de una mezcla de razas. Del total de la población el 0,91 % eran hispanos o latinos de cualquier raza.